# Историја Француске Гвајане
Историја Француске Гвајане обухвата много векова. Пре него што су стигли први Европљани, на тој територији није било забележене историје. Овде су првобитно били насељени разни староседелачки народи, међу којима су Калина, Аравак, Галиби, Паликур, Теко, Вајампи (такође познат као Ојампи), и Вајана. Први Европљани стигли су у експедицијама Кристифора Колумба, нешто пре 1500. године.

## Долазак Европљана
Године 1498. Европљани су први пут посетили Француску Гвајану када је Кристифор Колумбо на свом трећем путовању запловио до те регије и назвао је „Земља парија“. Године 1608. Велико војводство Тоскана послало је експедицију у то подручје како би створило италијанску колонију за трговину амазонским производима у ренесансну Италију, али изненадна смрт Фердинанда I де Медићија, великог војводе од Тоскане зауставила је експедицију.
1624. године Французи су покушали да се населе у том подручју, али су били принуђени да га напусте суочени са непријатељством Португалаца, који су то сматрали кршењем споразума из Тордесиљаса. Међутим, француски досељеници су се вратили 1630. године и 1643. године успели су да успоставе насеље у Кајену, заједно уз неке мале плантаже. Овај други покушај је пропао након староседелачких напада. Године 1658. Холандска западноиндијска компаније заузела је француску територију да би основала холандску колонију Кајену . Французи су се поново вратили 1664. и основали друго насеље у Синамари (ово насеље су напали Холанђани 1665).
Године 1677. Енглези су заузели то подручје. Након Бредског споразума 31. јула 1667. године, подручје је враћено Француској. Холанђани су га на кратко заузели за време кратког периода 1676. године.

## Учвршћивање француске владавине
Након Париског мира 1763. године, којим је Француска лишена готово свих поседа у Америци, осим Гвајане и неколико острва, Луј XV је послао хиљаде насељеника у Гвајану који су тамо намамљени причама о обилном злату и лакој срећи. Уместо тога, пронашли су земљу испуњену непријатељским домороцима и тропским болестима. Годину и по касније преживело је само неколико стотина. Они су побегли на три мала острва која су се могла видети са обале и назвали их Острва спаса.. Највеће се звало Краљевско острво, још један Свети Јосип (по заштитнику експедиције), а најмање од острва, окружено јаким струјама, Ђавоље острво. Када су се преживели ове злосретне експедиције вратили кући, страшне приче које су испричали о колонији оставиле су трајан утисак у Француској.
Године 1976. колонија је дата на управљање Пјеру-Виктору Малуеу који је довео Жана Самјуела Гизона да успостави пољопривреду у колонији. Релативно добар период завршио се 1792. током Француске револуције , када се у Синамари отворио први затвор за свештенике и политичке непријатеље  што је створило преседан.
Током револуције, Национална конвенција изгласала је укидање ропства у фебруару 1794, месеци након што су побуњени робови већ најавили укидање ропства у Сан Домингу . Међутим, декрет из 1794. године спроведен је само у Сан Домингу, Гваделупу и Француској Гвајани, а био је мртво писмо у Сенегалу, Маурицијусу, Реуниону и Мартинику, од којих су последње освојили Британци, који су одржавали институцију ропства на том карипском острвоу.
Године 1794., након смрти Робеспјера, 193 његових следбеника послати су у Француску Гвајану. Године 1797. у колонију су послати и републикански генерал Пишегри, као и многи посланици и новинари. Када су стигли, открили су да је остало само 54 од 193 депортованих посланих три године раније; 11 је побегло, а остали су умрли од тропских грозница и других болести. Пишегри је успео да побегне у Сједињене Државе, а затим се вратио у Француску где је на крају погубљен због завере против Наполеона.
Касније су робови исељевани из Африке и успостављене су плантаже дуж река без болести. Извоз шећера, тврдог дрвета, кајенског бибера и других зачина први пут је донео одређени просперитет колонији. Главни град Кајена био је окружен плантажама, од којих су неке имале и неколико хиљада робова.

## 1800-те и казнена ера
Године 1809. англо-португалска поморска ескадрила заузела је Француску Гвајану (збацивши гувернера Виктора Угеа) и предала је Португалцима у Бразилу. Међутим, потписивањем Париског мира 1814. године регион је враћен Французима, мада је португалско присуство остало до 1817. године.
Године 1848. Француска је укинула ропство и бивши робови су побегли у прашуму, успостављајући заједнице сличне онима из којих су дошли у Африци. После тога, названи Маруни, формирали су својеврсну тампон зону између Европљана (који су се населили дуж обале и главних река) и непокорених (и често непријатељских) индијанских племена унутрашњих региона. Ускраћене за ропски рад, плантаже је убрзо преузела џунгла, а плантажери су пропали.
Године 1850. допловило је неколико бродова пуних Индијаца, Малајаца и Кинеза  да обрађују плантаже, али су уместо тога отворили радње у Кајену и другим насељима.
Године 1852. из Француске су стигли први бродови окованих осуђеника, а године1885., да би се ослободио уобичајених криминалаца и повећао број колониста, француски парламент усвојио је закон да ће било ко, мушко или женско, који је имао више од три казне за крађу дуже од три месеца, бити упућен у Француску Гвајану као рулиге . Ови рулигеи требали су тамо бити држани шест месеци у затвору, али су потом ослобођени да би постали насељеници у колонији. Међутим, овај експеримент је пропао. Бивши затвореници, који нису могли да зарађују за живот од земљорадње, били су присиљени да се врате криминалу или су живели у сиромаштву до смрти. У ствари, превоз до Француске Гвајане за ове људе био је једнак доживотној казни, обично краткој доживотној казни, јер је већина рулигеа врло брзо умрла од болести и неухрањености.
Затвореници би стигли у Сен Лоран ди Марони пре него што би их превезли у разне кампове широм земље. Острво спаса користили су за смештај политичких затвореника и самице. Острва су постала позната по бруталности, усредсређујући се на озлоглашено Ђавоље острво . Међу познатим личностима послатим на острва били су Алфред Драјфус (1895) и Анри Шарјер (1930). Шарјер је успео да побегне, а касније је о својим искуствима написао бестселер под називом Папилон .
Године 1853. у унутрашњости је откривено злато, што је убрзало граничне спорове са Бразилом и Суринамом (они су касније решени 1891., 1899. и 1915. године, иако мали регион границе са Суринамом остаје у спору). Република Независна Гвајана створена је у области око које су Француска (као део Француске Гвајане ) и Бразил спорили крајем деветнаестог века.

## 20. век
Територија Инини, која се састоји од већине унутрашњости Француске Гвајане, створена је 1930, а укинута 1946.
Током Другог светског рата, локална влада је била лојална Вишијевској влади, упркос широкој подршци Шарлу де Голу . Ова влада је смењена 22. марта 1943.
Дана 12. јануара 1943. године, јеврејска седмочлана породица депортована је немачким бродом СС Кап Аркона и кренула према Италији. Породица је завршила у концентрационом логору Аушвиц. Један члан породице убијен је у крематоријуму 2.
Француска Гвајана постала је прекоморски департман Француске 19. марта 1946. године.
Злогласне казнене колоније, укључујући Ђавоље острво, постепено су укидане, а затим формално затворене 1951. године. Прво су само ослобођени затвореници који су могли да повећају цену за повратак у Француску могли да се врате кући, па су Француској Гвајани након службеног затварања затвора  ббилиројни ослобођени осуђеници који су бесциљно постојали у колонији.
Посетиоци локације у децембру 1954. известили су да су дубоко шокирани условима и непрестаним вриском из ћелијског блока који се и даље користио за осуђенике који су полудели и који су имали само мале вентилационе отворе на врховима зидова испод крова. Храна се гурала, а тела уклањала једном дневно.
Године 1964. године, Куру је изабрано за место лансирања ракета, углавном због свог повољног положаја у близини екватора . Космодром Куру је изграђен и почео је да ради 1968. године.
Седамдесетих година прошлог века насељене су избеглице Хмонг из Лаоса у округу, пре свега у градове Јавохеј и Какао . Зелени план из 1976. имао је за циљ побољшање производње, мада је имао само ограничен успех. Покрет за већу аутономију Француске Гвајане добио је замах 70-их и 80-их година двадесетог века, заједно са све већим успехом Социјалистичке партије Гвајане.
Протести оних који траже већу аутономију од Француске постају све гласнији. Протести 1996., 1997. и 2000. завршили су се насиљем. Иако многи Гвајанци желе већу аутономију, подршка потпуној независности је мала.

## 21. век
На референдуму 2010. године, Француски Гвајанци гласали су против аутономије.
Француски Гвајанци су 20. марта 2017. године започели штрајк и демонстрирали за више ресурса и инфраструктуре. Дана 28. марта 2017. године одржане су највеће демонстрације икада у Француској Гвајани.